# Faiditus amates
Faiditus amates là một loài nhện trong họ Theridiidae.
Loài này thuộc chi Faiditus. Faiditus amates được H. Exline & Herbert Walter Levi miêu tả năm 1962.